# Matti Paavilainen
Matti Kalevi Paavilainen, född 12 augusti 1932 i Helsingfors, död 23 december 2017 i Kotka, var en finländsk författare och litteraturkritiker. 
Paavilainen arbetade 1962–1969 som litteraturkritiker vid Helsingin Sanomat och senare vid Uusi Suomi. Efter debuten 1964 publicerade han bland annat ett tjugotal diktsamlingar, och flera novellsamlingar. Framför allt de tidiga samlingarna Kohtauksia tulevasta elämästä (1964) och Joka hetki perillä (1969) väckte stor uppmärksamhet genom sin ironiska stil. Han var en originell lyriker, som skrev en musikaliskt inspirerad, retorisk dikt, där anekdoter från vardagslivet bildar en kontrast till det humanistiska budskapet. Det konstnärliga skapandets villkor är ett centralt tema i hans diktning.